# Captarea digitală a mișcărilor
Captarea digitală a mișcărilor (conform originalului, motion capture) este procesul de înregistrare a mișcării obiectelor și a ființelor (animale, oameni). Este utilizat în mai multe domenii, așa cum sunt, divertisment (film, animație, jocuri), medicină, armată, robotică.
În cazul oamenilor, pot fi capturate atât mișcările faciale cât și cele generale, pentru a face, de exemplu, mișcările dintr-un joc să pară cât mai naturale și mai realiste. Această tehnică a fost folosită în filme precum Avatar, Final Fantasy: Spiritele ascunse și Tron: Moștenirea și jocuri precum L.A. Noire (captură facială), Heavy Rain, Beyond: Two Souls, etc.

## Avantaje
Captarea digitală a mișcărilor oferă mai multe avantaje față de animația tradițională a unui model 3D:
- Latența redusă, aproape de timpul real, rezultatele pot fi obținute . În aplicațiile de divertisment acest lucru poate reduce costurile animației bazate pe cadre cheie. Tehnica Hand Over este un exemplu în acest sens.
- Cantitatea de muncă nu variază în funcție de complexitatea sau lungimea performanței, în măsura în care se utilizează tehnici tradiționale. Acest lucru permite multe teste să se facă cu diferite stiluri sau livrări, dând o personalitate diferită, limitată doar de talentul actorului.
- Mișcarea complexă și interacțiunile fizice realiste, cum ar fi mișcările secundare, greutatea și schimbul de forțe pot fi recreate cu ușurință într-o manieră fizică exactă.[3]
- Cantitatea de date de animație care poate fi produsă într-un anumit moment este extrem de mare în comparație cu tehnicile tradiționale de animație. Acest lucru contribuie atât la eficacitatea costurilor, cât și la îndeplinirea termenelor de producție.[4]
- Posibilitatea software-ului gratuit și a soluțiilor terților care reduc costurile.

## Dezavantaje
- Pentru obținerea și procesarea datelor sunt necesare programe hardware specifice și programe speciale.
- Costul software-ului, echipamentului și personalului necesar poate fi prohibitiv pentru producțiile mici.
- Sistemul de captare poate avea cerințe specifice pentru spațiul în care este operat, în funcție de câmpul de vedere al camerei sau de distorsiunea magnetică.
- Când apar probleme, este mai ușor să preia scena decât să încercați să manipulați datele. Doar câteva sisteme permit vizualizarea în timp real a datelor pentru a decide dacă acestea trebuie reluate.
- Rezultatele inițiale sunt limitate la ceea ce poate fi efectuat în cadrul volumului de capturare fără editare suplimentară a datelor.
- Mișcarea care nu respectă legile fizicii nu poate fi capturată.
- Tehnicile tradiționale de animație, cum ar fi adăugarea accentului pe anticiparea și urmărirea, mișcarea secundară sau manipularea formei personajului, ca și în cazul tehnicilor de squash și animație stretch, trebuie adăugate mai târziu.
- Dacă modelul computerului are proporții diferite față de subiectul capturării, pot apărea artefacte. De exemplu, dacă un personaj de desene animate are mâini mari, supradimensionate, acestea pot intersecta corpul personajului dacă cel ce crează nu este atent cu mișcarea lor fizică.

## Aplicabilitate
Jocurile video utilizează de multe ori captarea digitală a mișcărilor pentru a anima sportivi, luptători de arte marțiale și alte personaje în joc.   Acest lucru a fost făcut la modelul Sega în jocul Virtua Fighter 2 (1994). Până la mijlocul anului 1995, utilizarea captării digitale de mișcare în dezvoltarea jocurilor video a progresat. Dezvoltatorul și editorul Acclaim Entertainment a reușit să deschidă propriul său studio de captare digitală a mișcării.

## Alte articole
- Dată de baze referitoare la animație
- Kinect (creat de Microsoft Corporation)
- Formate de mișcări și gesturi
- Interpretare bazată pe captarea digitală a mișcărilor